# Okres Sion
Okres Sion (francouzsky District de Sion) je jedním ze 14 okresů v kantonu Valais ve Švýcarsku. Administrativním centrem okresu je město Sion, které je zároveň hlavním městem kantonu.

## Seznam obcí
| Znak       | Název obce | Počet obyvatel (31. 12. 2022) | Rozloha (km²) | Hustota zalidnění (obyv./km²) |
| ---------- | ---------- | ----------------------------- | ------------- | ----------------------------- |
| Arbaz      | Arbaz      | 1390                          | 19,17         | 73                            |
| Grimisuat  | Grimisuat  | 3774                          | 4,45          | 848                           |
| Savièse    | Savièse    | 8097                          | 70,98         | 6                             |
| Sion       | Sion       | 35 650                        | 34,86         | 1023                          |
| Veysonnaz  | Veysonnaz  | 594                           | 1,14          | 521                           |
| Celkem (5) | Celkem (5) | 49 505                        | 130,60        | 379                           |